# Морен, Леонар
Луи Леонар Морен (фр. Louis Léonard Morin; 1774—1814) — французский военный деятель, полковник (1813 год), барон (1813 год), участник революционных и наполеоновских войн.

## Биография
Родился в семье Леонара Морена (фр. Léonard Morin; 1746—1820), доктора медицины и члена Якобинского клуба в Лиможе, и его супруги Клодины Никар (фр. Claudine Nicard; 1749—1835). 21 октября 1791 года поступил на военную службу во 2-й батальон волонтёров Верхней Вьенны. 29 января 1793 года был избран капралом, а 11 апреля 1793 года – старшим сержантом. 28 мая 1793 года произведён в младшие лейтенанты и зачислен в 5-й кавалерийский полк. 14 апреля 1795 года стал лейтенантом в 11-м гусарском полку. 20 мая 1796 года переведён в 1-й гусарский полк, с которым участвовал в Итальянской кампании Бонапарта. С 20 марта 1797 года был помощником при полковниках штаба. 23 октября 1798 года произведён в капитаны. 7 декабря 1800 года получил должность адъютанта генерала Вальтера. С 1805 по 1807 годы участвовал в кампаниях в составе 2-й драгунской дивизии, которой командовал Вальтер. Отличился при Эйлау, и 16 февраля 1807 года был переведён в звании капитана в полк конных гренадер Императорской гвардии. 1 февраля 1808 года получил дотацию в 1000 франков с Милана. 17 февраля 1811 года произведён в командиры эскадрона. 13 августа 1813 года получил звание полковника и 5 ноября 1813 года возглавил 2-й кирасирский полк. 10 февраля 1814 года отличился в битве при Шампобере и 25 февраля был награждён орденом Почётного легиона. 14 февраля 1814 года Морен был смертельно ранен при Монмирале и 20 февраля 1814 года скончался в столице Франции от полученных ран.

## Титулы
- Барон Морен и Империи (фр. baron Morin et de l'Empire; декрет от 14 сентября 1813 года, патент не подтверждён)[2].

## Награды
Легионер ордена Почётного легиона (14 марта 1806 года)
 Офицер ордена Почётного легиона (26 февраля 1813 года)
 Коммандан ордена Почётного легиона (25 февраля 1814 года)